# Jeová Mota
Jeová Motta (Maranguape, Ceará, 12 de fevereiro de 1907 — Rio de Janeiro, 1 de fevereiro de 1992) foi um político brasileiro. Exerceu o mandato de deputado federal constituinte pelo Ceará em 1934. Era sobrinho do escritor Capistrano de Abreu.

## Vida militar
Jeová começou sua carreira militar logo no início da vida, estudando no Colégio Militar do Ceará, em 1919, se formando em 1924. Acabou sentando praça no Rio de Janeiro, no ano seguinte. Neste colégio, onde permaneceu durante três anos, foi aluno do tenente Humberto de Alencar Castelo Branco.
Serviu no 11º Regimento de Infantaria, local onde conheceu sua esposa. Já em 1929, voltou ao Ceará, para servir no 23° Batalhão de Caçadores, e logo foi promovido a segundo-tenente e posteriormente a primeiro-tenente.
Jeová Mota integrou um batalhão enviado pelo governo do Ceará para a Revolução Constitucionalista de 1932, tendo, inclusive, sido ferido durante a campanha. Em decorrência de seu ferimento na luta contra os revolucionários paulistas, foi promovido a capitão em fevereiro de 1933, quando cursava a Escola de Estado-Maior do Exército.

## Política
Ele foi partidário do da revolução que tirou o então presidente Washington Luís do poder e levou Getúlio Vargas ao poder. Com isso, ficou detido num quartel em Recife, onde cumpriu pena por 30 dias, acusado de conspiração. O resultado foi sua fuga e tomada da frente nas ações rebeldes.

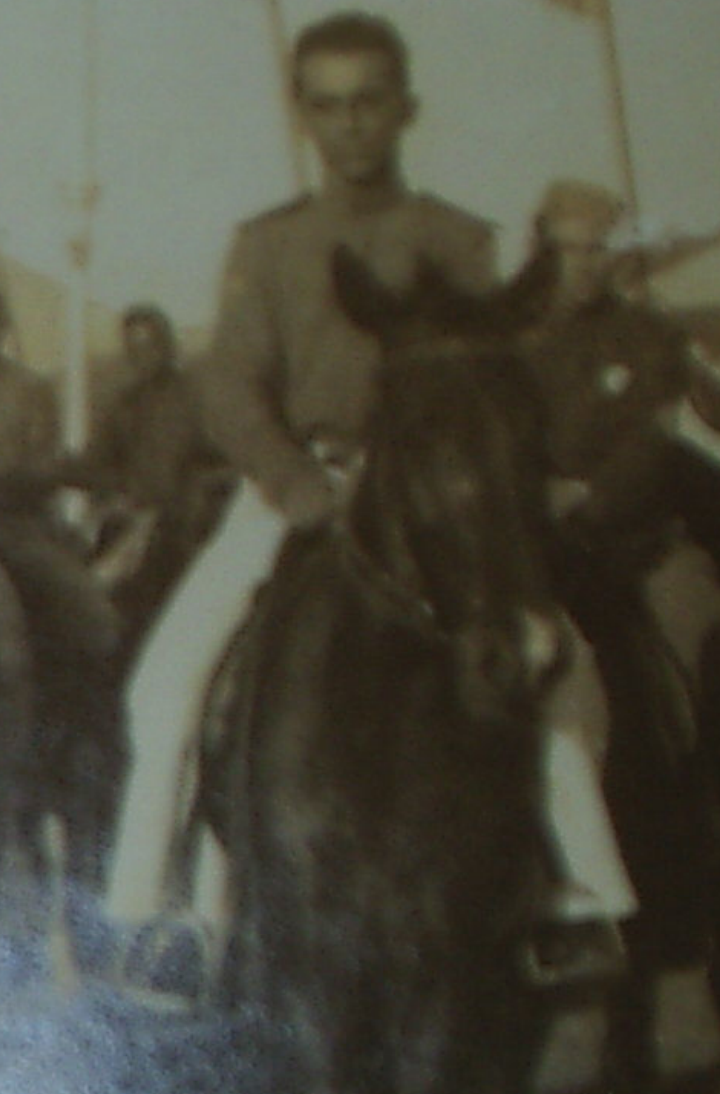
Jeová Mota com o uniforme da Legião Cearense do Trabalho

Com o fim da Revolução de 1930, ajudou a fundar em 1931, a Legião Cearense do Trabalho (LCT), que foi um movimento trabalhista pensado a partir de um programa nacional-sindicalista, onde houve apreciável implementação no proletariado. Ao mesmo tempo, foi nomeado presidente do Tribunal Legionário, órgão que cuidava de tentar arrumar soluções amigáveis aos possíveis conflitos entre chefes e proletariados.
Em 3 de janeiro de 1932, o então Tenente, é empossado como Juiz do Tribunal Legionário, e logo aclamado seu vice-presidente.
No ano seguinte, em 1932, unido a Hélder Câmara e Severino Sombra, começaram uma correspondência com Plínio Salgado, que entraram em acordo para estudar as bases de um movimento a ser lançado em todo o país.
Ao ser fundada a Ação Integralista Brasileira (AIB) em outubro de 1932, a Legião Cearense do Trabalho a ela se incorporou.
No pleito de maio de 1933, elegeu-se deputado à Assembleia Nacional Constituinte por seu estado com o apoio da Liga Eleitoral Católica (LEC). Em agosto seguinte publicou no Correio do Ceará um ensaio sobre Plínio Salgado, chefe nacional da AIB, que chegaria ainda naquele mês a Fortaleza, iniciando sua primeira viagem de pregação integralista pelo Nordeste. Nesse período colaborou também no semanário integralista A Ofensiva.
Em 23 de setembro de 1933, chefia uma caravana de oradores pelo interior do Ceará, em propaganda do Integralismo e da LCT.
Assumindo o mandato em novembro de 1933, participou dos trabalhos constituintes. Em fevereiro do ano seguinte chefiou a delegação cearense ao I Congresso Integralista, realizado em Vitória. Com a promulgação da nova Carta Constitucional (16/7/1934) e a eleição do presidente da República no dia seguinte, teve o mandato prorrogado até maio de 1935. Em abril desse último ano organizou o primeiro grupo profissional integralista, o dos bancários do Rio de Janeiro, cumprindo a resolução do I Congresso Integralista de organizar os sindicatos. Em maio de 1935 assumiu novo mandato de deputado federal, para o qual se elegera na legenda da LEC no pleito de outubro do ano anterior. Foi o primeiro deputado eleito dentro do movimento integralista.

## Vida acadêmica
Em 1936 iniciou seu primeiro curso de organização trabalhista.